# Northlands (album)
Northlands is een studioalbum van Tony Patterson en Brendan Eyre. Tony Patterson is schrijver van film- en televisiemuziek, maar tevens zanger van de muziekgroepen Re-Genesis en So Gabriel (tributebands van Genesis en Peter Gabriel); Brendan Eyre was onderdeel van de muziekgroep Riversea en Nine Stone Close. Zij wilden muzikaal terug naar hun geboortestreek noordoost Engeland, de streek rondom Newcastle upon Tyne en Alnmouth. Het idee begon in het najaar 2012 vaste vorm aan te nemen en werd het jaar daarop uitgewerkt. Het album bevat voor het merendeel instrumentale muziek. De platenhoes verwijst met haar foto’s ook naar genoemd gebied.

## Musici
- Tony Patterson – zang, toetsinstrumenten, dwarsfluit, doedoek, gitaar, programmeerwerk
- Brendan Eyre – toetsinstrumenten, mandoline, gitaar, programeerwerk

Met
- Northlands Orchestra
- Steve Hackett – gitaar
- John Hackett – dwarsfluit
- Nick Magnus – toetsinstrumenten
- Doug Melbourne – piano (Re-Genesis)
- Nigel Appleton – slagwerk, percussie (Re-Genesis)
- Tim Esau – basgitaar (uit IQ)
- Carrie Melbourn – zang, chapman stick (speelde met Mike Oldfield)
- Adrian Jones – gitaar (Riversea)
- David Clements – basgitaar (Riversea)
- Andy Jongman – gitaar
- Fred Arlington – blaasinstrumenten, accordeon

## Muziek
Alle muziek geschreven door Patterson en Eyre, teksten van Patterson

| Nr. | Titel | Duur  |
| --- | --- | ----- |
| 1.  | Northbound (1.Three rivers; 2.Time and tide; 3. Homeward bound; 4. Take the safe way; 5. I recall; 6.The crossing; 7. Three rivers (reprise)) | 24:00 |
| 2.  | The northlands rhapsody | 2:14  |
| 3.  | A picture in ime | 6:00  |
| 4.  | And the river flows | 2:55  |
| 5.  | A rainy day on Dean Street | 4:37  |
| 6.  | Legacy | 4:42  |
| 7.  | I dare to dream | 5:25  |
| 8.  | So long the day | 6:30  |
| 9.  | A sense of place | 2:05  |

A rainy day on Dean Street gaat over een sombere dag in Dean Street in Newcastle ("It’s a rainy day on Dean Street; Dark skies above my head; ‘Got no money in my pocket; And I’m wishing I was dead).